# Anchiale (Nymphe)
Anchiale (altgriechisch Ἀγχιάλη Anchiálē) ist eine Nymphe der griechischen Mythologie. 
Sie war eine der Ammen des Zeus auf Kreta. Der Überlieferung nach gebar sie ihre Kinder in der Diktäischen Grotte auf dem Berg Psiloritis, wobei sie ihre Finger in die „Erde von Oiaxia“ krallte. Deshalb wurden ihre Kinder Daktyloi (Finger) genannt. Sie gelten als die Ureinwohner Kretas. Zwei von ihnen, Titias und Kyllenos, wurden Helfer (Schicksalslenker und Beisitzer) der „Großen Göttermutter“ Kybele. Diese Geschichte wird unter anderem in der Argonautika des Apollonios von Rhodos überliefert.